# نيكول باركر
نيكول باركر (بالإنجليزية: Nicole Parker)‏ (و. 1978 – م) هي ممثلة، وممثلة مسرحية، وممثلة تلفزيونية، من الولايات المتحدة الأمريكية، ولدت في إرفاين، كاليفورنيا.

## وصلات خارجية
- نيكول باركر على موقع IMDb (الإنجليزية)
- نيكول باركر على موقع ألو سيني (الفرنسية)
- نيكول باركر على موقع ميوزك برينز (الإنجليزية)
- نيكول باركر على موقع قاعدة بيانات برودواي على الإنترنت (الإنجليزية)
- نيكول باركر على موقع قاعدة بيانات الأفلام السويدية (السويدية)
- نيكول باركر على موقع قاعدة بيانات الفيلم (الإنجليزية)
- نيكول باركر على موقع كينوبويسك (الروسية)